# Guidiguir
Guidiguir est une localité et une commune rurale du Niger, département de Gouré, région de Zinder. 

## Géographie
La localité de Guidiguir est située à 61 km au sud-ouest du chef-lieu départemental Gouré.
| Damagaram Takaya | Moa       | Gamou |
| Guidimouni       | Guidiguir | Gouré |
| Gouchi           | Bouné     | Bouné |

## Histoire
La commune rurale de Guidiguir instaurée en 2002 est issue des cantons de Bouné et Gouré. 

## Population
Lors du recensement général de 2012, la population communale est relevée à 62 731 habitants, dont 8 068 habitants pour la localité principale.

## Localités
La commune s'étend sur 115 villages et 78 hameaux à l'ouest du département de Gouré.

## Services et infrastructures
- Centre de Santé Intégré (CSI) à Guidiguir, Arnadi, Falamma, Gadori, Gassafa et Wargalé[5].
- Collège d'enseignement général (CEG), Centre de formation des métiers (CFM) à Guidiguir.